# Lynx (browser web)
Lynx este un browser Web pentru lucrul în mod text (în linia de comandă), folosit de obicei pe terminale Unix sau Linux. Există și o versiune pentru Windows.